# Emilio Ferrero
Emilio Maurizio Ferrero (Cuneo, 13 gennaio 1819 – Firenze, 1º dicembre 1887) è stato un politico e generale italiano.
Fu senatore del Regno d'Italia nella XIV legislatura.
Fu Ministro della Guerra del Regno d'Italia nei Governi Cairoli III, Depretis IV, Depretis V e Depretis VI.

## Biografia
Allievo dell'Accademia Reale di Torino, partecipò col grado di capitano alla prima e seconda guerra d'indipendenza italiana. Dal genio militare venne trasferito all'Arma di fanteria combattendo infine nella terza guerra d'indipendenza italiana dove ottenne il grado di tenente generale.